# Brudermord
Als Brudermord oder Fratrizid bezeichnet man die Ermordung des eigenen Bruders.

## Bekannte Brudermorde (Auswahl)
Brudermorde als Motive religiöser oder mythologischer Geschichten:
- Kain ermordete seinen Bruder Abel (1. Buch Mose)
- Romulus, der Gründer Roms, ermordete seinen Bruder Remus. (Siehe Romulus und Remus.)
- Seth ermordete seinen Bruder Osiris, der später von seiner Frau Isis wieder zum Leben erweckt wurde. (Siehe Osirismythos.)

Beispiele für historische Brudermorde:
- Eberhard II., Enkel der Gräfin Anna, ermordete am 31. Oktober 1322 seinen Bruder aufgrund eines Erbschaftsstreits im Schloss Thun
- 1359 – Cansignorio della Scala ermordete seinen Bruder Cangrande II. della Scala
- 1381 – Cansignorios unehelicher Sohn Antonio (1375–1387) ermordete 1381 seinen Bruder Bartolomeo (1375–1381)
- Im Osmanischen Reich war der Brudermord beim Amtsantritt eines neuen Sultans vom 15. bis ins 17. Jahrhundert gängig.[1][2] In einem Kânûn-nâme, welches Mehmed II. zugeschrieben wird, wurde der Brudermord vermeintlich gestattet, wenn es die „Ordnung der Welt“ erfordere. Die Gesetzeskraft dieses Kânûn-nâme ist umstritten.[3]

## Brudermord in Literatur und Dichtung
- William Shakespeare: Hamlet (Drama, 1602)
- Friedrich Schiller: Die Braut von Messina (Drama, 1803)
- Franz Kafka: Ein Brudermord (Erzählung, 1920)
- Georg Britting: Brudermord im Altwasser (Kurzgeschichte, 1929)
- Hans Herbjørnsrud: Kai Sandmoser (Erzählung, 1997)
- Yılmaz Arslan: Brudermord (Film)

## Definition im Strafrecht
Nach deutschem Strafrecht wird die Ermordung einer Person, auch aus beispielsweise religiösem Tatmotiv, sowie unabhängig vom Bestehen eines Verwandtschaftsverhältnisses zwischen Mörder und Mordopfer, und somit die Erfüllung des Straftatbestandes des Mordes gem. § 211 des Strafgesetzbuches (StGB), mit lebenslanger Freiheitsstrafe geahndet.

## Geschwistermord im Tierreich
Dem Brudermord ähnlich ist der in der Vogelwelt vorkommende, nicht geschlechtsspezifische Kainismus, der bei einigen Arten angeboren ist. Bartgeier beispielsweise legen zwei Eier, das Erstgeborene stößt das später schlüpfende Geschwister aus dem Nest, es wird immer nur ein Junges aufgezogen.

## Brudermord in der Bakteriologie
Auch in der Mikrobiologie bzw. Bakteriologie ist das Phänomen des Bruder- bzw. Geschwistermords bekannt. Der Fratrizid (Bakteriologie) (fra wie Bruder und -zid wie (ab-)töten) bezeichnet ein Phänomen, bei dem in Gemeinschaften wie Biofilmen lebende Bakterien Substanzen produzieren die andere Mikroorganismen abtöten, ohne, dass die abgebenden Bakterien dabei selbst geschädigt werden. In der Mitte der 2000er Jahre wurde dabei entdeckt, dass das dabei benutzte biochemische Arsenal auch auf identische Zellen (also Geschwister/Brüder) wirken kann. Aus diesem Prinzip können sich Vorteile für die bakterielle Gemeinschaft bzw. abgebenden Bakterien erschließen.